# Lock, Stock and Two Smoking Barrels
Lock, Stock and Two Smoking Barrels és una pel·lícula anglesa del gènere del thriller escrita i dirigida per Guy Ritchie l'any 1998. La pel·lícula mostra tot un seguit de diferents trames en què s'hi barreja violència, joc i tràfic d'armes i que s'acabaran creuant al llarg del film. Aquesta va ser l'opera prima d'aquest director i li va donar projecció internacional, tant a ell com als actors Vinnie Jones i Jason Statham. També hi figura en el repartiment el cantant anglès Sting, que fa de pare d'un dels protagonistes.

## Argument
Bacon, Soap, Tom i Eddy, quatre vells amics, aconsegueixen reunir £100.000 perquè Eddy jugui una partida de brag de tres cartes (un joc semblant al pòquer) en el club clandestí de Harry Lonsdale. El Harry fa trampa i l'Eddy acaba devent-li £500.000. En cas que no els porti en una setmana, amenaça de tallar-li, tant a ell com als seus amics, un dit per cada dia que passi. Com que no confia que aconsegueixin reunir els diners, els ofereix com a alternativa el bar del pare d'Eddy.
Passen els dies sense saber d'on treure els diners fins que l'Eddy descobreix que els seus veïns, una banda de lladres, estan preparant un cop a uns traficants de marihuana. El seu pla serà atracar els lladres quan tornin del robatori. És per això que el Tom, a través d'un contacte conegut com a Nick "el grec", compra dues escopetes antigues a dos lladres de poca monta (Gery i Dean) que les han robades, d'entre altres armes, a un lord en bancarrota, contractats per Harry Lonsdale. El que ells no saben és que són precisament aquestes dues escopetes la part més valuosa del botí. D'altra banda, Nick "el grec" també contacta amb Rory Breaker, un gàngster sociòpata que els comprarà la droga un cop robada.
Els veïns porten a terme l'atracament de manera reeixida, tot i que un d'ells perd la vida en rebre un tret de la seva pròpia arma. En arribar el pis, reben una emboscada dels quatre amics, que aconsegueixen emportar-se el botí. Després d'amagar-lo, de nit, celebren la seva sort emborratxant-se.
Rory Breaker s'adona que la droga que li volen vendre és, en realitat, seva, ja que els cultivadors de marihuana eren treballadors seus. Furiós, interroga Nick, que li acaba donant l'adreça dels quatre amics, on anirà amb la seva banda i un dels cultivadors. Mentrestant, la banda de lladres descobreixen els micròfons que els havien posat els veïns, i, en entrar a casa dels veïns, troben els diners i la mercaderia robada. Compten els diners i decideixen esperar-los dins del pis per sorprendre'ls. D'altra banda, Gary i Dean, que volen recuperar les armes, parlen amb el Nick "el grec" que éls dona la mateixa adreça. Finalment, com que ja ha passat una setmana des de la partida de cartes, el Harry envia el seu cobrador Big Chris al pis dels quatre amics amb el seu fill, just quan els quatre amics tornen del bar on han passat la nit en direcció, també, a la casa.
En entrar Rory Breaker a la casa, es produeix un tiroteig, resultant morts la majoria dels presents, a excepció del cultivador de marihuana, que aconsegueix escapar amb la droga i del cap dels lladres Dog, que aconsegueix les armes i els diners. El Big Chris les hi roba, i passa a ser perseguit pel Gary i el Dean. Llavors entren a la casa els quatre amics, que, sorpresos, veuen com el seu pis és ple de cadàvers. Llavors Big Chris entrega les armes i els diners a Harry Lonsdale, i quan torna al cotxe veu que Dog amenaça de matar el seu fill si no li dona els diners. Gary i Dean entren a casa del Harry en busca de les armes, es produeix un altre tiroteig salvatge i s'acaben matant tots per error. Després arriben els quatre amics i, en veure que tots estan morts, s'emporten els diners i les armes. Després Big Chris envesteix el seu cotxe contra el dels quatre amics per desarmar el Dog, i l'acaba matant donant-li cops amb la porta del cotxe. Veu que els quatre amics s'han fet amb el botí i s'emporta la bossa dels diners.
Els quatre amics són detinguts, però se'ls declara innocents després que el guarda testimoni de l'atracament identifiqués la banda del Dog com a responsable del robatori. Llavors Bacon, Tom, Eddy i Soap queden al bar, on decideixen desfer-se de les armes, perquè no saben que tenen molt de valor. Tom se les emporta i tot seguit arriba Big Chris, que els informa que es pensa quedar ell amb els diners i els dona un catàleg d'armes antigues que revela que les escopetes valen una fortuna. La pel·lícula queda en suspens mostrant Tom en un pont del riu Tàmesi a punt de tirar les armes quan de sobte li sona el mòbil.

## Repartiment
- Jason Flemyng - Tom
- Dexter Fletcher - Soap
- Nick Moran - Eddy
- Jason Statham - Bacon
- Steven Mackintosh - Winston
- Nicholas Rowe - J
- Sting - JD
- Nick Marcq - Charles
- Vinnie Jones - Big Chris
- Lenny McLean - Barry "el Baptista"
- Steve Sweeney - Plank
- Peter McNicholl - Chris fill
- Suzy Ratner - Gloria
- P. H. Moriarty - Harry Lonsdale
- Stephen Marcus - Nick "el Grec"
- Vas Blackwood - Rory Breaker
- Frank Harper - Diamond Dog
- Alan Ford - Alan
- Victor McGuire - Gary
- Jake Abraha - Dean
- Rob Brydon - vigilant de trànsit
- Danny John-Jules - bàrman

## Banda sonora
♦ Cançons retirada en el llançament als Estats Units el 1999.
1. "Hundred Mile High City" de Ocean Colour Scene
2. "It's a Deal, It's a Steal" de Tom, Nick & Ed ♦
3. "The Boss" de James Brown
4. "Truly, Madly, Deeply" de Skanga ♦
5. "Hortifuckinculturist" de Winston
6. "Police and Thieves" de Junior Murvin
7. "18 With a Bullet" de Lewis Taylor & Carleen Anderson ♦
8. "Spooky" de Dusty Springfield
9. "The Game" de John Murphy & David A. Hughes ♦
10. "Muppets" de Harry, Barry & Gary
11. "Man Machine" de Robbie Williams ♦
12. "Walk This Land" de E-Z Rollers
13. "Blaspheming Barry" de Barry
14. "I Wanna Be Your Dog" de The Stooges
15. "It's Kosher" de Tom & Nick
16. "Liar, Liar" de The Castaways ♦
17. "I've Been Shot" de Plank & Dog
18. "Why Did You Do It" de Stretch
19. "Guns 4 show, knives for a pro" de Ed & Soap
20. "Oh Girl" de Evil Superstars
21. "If the Milk Turns Sour" de John Murphy & David A. Hughes (amb Rory) ♦
22. "Zorba the Greek" de John Murphy & David A. Hughes
23. "I'll Kill Ya" de John Murphy & David A. Hughes (amb Rory) ♦
24. "The Payback" de James Brown
25. "Fool's Gold" de The Stone Roses ♦
26. "It's Been Emotional" de Big Chris
27. "18 With a Bullet" de Pete Wingfield
28. "Ghosttown" de The Specials

## Premis i nominacions

### Nominacions
- 1999: BAFTA a la millor pel·lícula britànica[3]
- 1999: BAFTA al millor muntatge per Niven Howie